# WWE Universal Championship
WWE Universal Championship je svjetska titula u teškoj kategoriji u čijem je vlasništvu  američka  promocija profesionalnog hrvanja WWE na smack down brandu. To je jedna od dvije svjetske titule u WWE, s WWE Championshipom koji je na  SmackDown brandu. Titulu trenutno drži Roman Reigns koji je u svom drugom režimu.
Imenovana po WWE Universe, titula je osnovana 25. srpnja 2016. kao jedna od svjetskih titula teške kategorije na Raw brendu. Kreativnost je došla kao rezultat od obnavljanja napetost između brendova i sljedeći draft on 19. srpnja 2016. gdje je glavna titula WWE Championship, originalna titula s ove promocije, postala eksluzivna na SmackDownu. Prvi Universal prvak je Finn Bálor. Od njezinog nastanka mečevi za ovu titulu bile su glavni meč za pay-per-view evente, uključujući i SummerSlam 2017. te WrestleManije 34.

## Povijest

### Osvajanje
Od 2. travnja, 2018. titulu su trenutno držali 4 hrvača i 1 nitko. Finn Bálor je bio prvi prvak, ali je bio prisiljen predati titulu na neodređeno vrijeme zbog ozljede koje je zadobio u meču kad je prvi put osvojio titulu. Zbog ovoga, njegovo držanje prvenstva bilo je najkraće oko 22 sata, dok je Brock Lesnar držao 365 dana. Kevin Owens je bio najmlađi prvak jer je tu titulu držao s 32 godine, dok je  Goldberg najstariji jer je pobijedio kad je imao 50 godina.
Roman Reigns je trenutni prvak u svom drugom držanju titule. On je osvojio titulu pobijedivši Goldberga na WrestleMania koji se održao 2. travnja 2017. u Orlandu, na Floridi. 
| Redni broj | Hrvač može osvojiti titulu i više puta zato se koristi redni broj |
| Lokacija   | Grad u kojem je ta titula bila osvojena                           |
| Dogaðaj    | Naziv dogaðaja u kojem je hrvač osvojio titulu                    |
| †          | Držanje titule priznate od WWE                                    |
| +          | Trenutni prvak                                                    |

| Redni Broj | Prohrvač                 | Osvojio | Datum               | Dani držanja | Lokacija                                              | Event           | Izvori        |
| ---------- | ------------------------ | ------- | ------------------- | ------------ | ----------------------------------------------------- | --------------- | ------------- |
| 1.         | Finn Bálor               | 1       | 21. kolovoza 2016.  | 1            | Brooklyn, NY                                          | SummerSlam      | [ 10 ]        |
| —          | Vacated                  | —       | 22. kolovoza 2016.  | —            | Brooklyn, NY                                          | Raw             | [ 11 ] [ 12 ] |
| 2.         | Kevin Owens              | 1       | 29. kolovoza 2016.  | 188          | Houston, TX                                           | Raw             | [ 13 ]        |
| 3.         | Goldberg                 | 1       | 5. ožujka 2017.     | 28           | Milwaukee, WI                                         | Fastlane        | [ 14 ]        |
| 4.         | Brock Lesnar             | 1       | 2. travnja 2017.    | 504          | Orlando, FL                                           | WrestleMania 33 | [ 15 ]        |
| 5.         | Roman Reigns             | 1       | 19. kolovoza 2018.  | 64           | Brooklyn, New York                                    | SummerSlam      |               |
| -          | Vacated                  | -       | 22. listopada 2018. | -            | Providence, Rhode Island                              | WWE Raw         |               |
| 6.         | Brock Lesnar             | 2       | 2. studenog 2018.   | 156          | Riyadh,Saudijska Arabija                              | Crown Jewel     |               |
| 7.         | Seth Rollins             | 1       | 7. travnja 2019.    | 98           | East Rutherford, New Jersey                           | WrestleMania    |               |
| 8.         | Brock Lesnar             | 3       | 14. srpnja 2019.    | 28           | Philadelphia                                          | Extreme Rules   |               |
| 9.         | Seth Rollins             | 2       | 12. kolovoza 2019.  | 80           | Toronto                                               | Summerslam      |               |
| 10.        | ''The Fiend'' Bray Wyatt | 1       | 31. listopada 2019. | 119          | King Saud University Stadium, Riad, Saudijska Arabija | Crown Jewel     |               |
| 11.        | Goldberg                 | 2       | 27. veljače 2020.   | 37           | Rijad, Saudijska Arabija                              | Super ShowDown  |               |
| 12.        | Braun Strowman           | 1       | 4. travnja 2020.    | 42           | Orlando, Florida                                      | WrestleMania    |               |

13.
Roman Reigns 
17.travnja 2020
At TLC 
Beat Braun Strowman and The Fiend